# Papier offsetowy
Papier offsetowy to rodzaj papieru przeznaczony do druku offsetowego. 
Z racji na kontakt papieru z wodą (co jest nieuniknione w offsecie wodnym) papier o włóknach wysoce hydrofobowych poprzez pełne zaklejanie w masie. Papier ten cechuje również duża nierozciągliwość (rozciągliwość uniemożliwia prawidłowe pasowanie na kolejnych agregatach drukujących maszyny offsetowej). 
Papier offsetowy produkowany najczęściej w klasie III (z typową gramaturą 90 g/m² i 120 g/m²) i klasie V (z typową gramaturą 70 g/m² i 80 g/m²). Typowe przeznaczenie tego papieru to druk książek, broszur, czasopism, plakatów, etykiet i nalepek na opakowania. Jego szczególną odmianę stanowi papier zapałczany, służący do druku barwnych etykiet na pudełka zapałek. Odmianą papieru offsetowego jest papier powielaczowy rotaprintowy.